# Khí Hải
Huyệt Khí Hải (chữ Hán: 氣海穴, biển của khí) là một trong 36 đại huyệt trên cơ thể con người. Khí Hải nằm trên mạch Nhâm. Đôi khi người ta thường lấy tên là Đan Điền vì nó là một phần của vùng hạ Đan điền.
Tên gọi:
Khí: nguyên khí bẩm sinh, năng lượng cần thiết cho sự sống
Hải: nghĩa là biển, nơi mọi nguồn nước đổ về
Vậy huyệt khí hải là biển của nguyên khí bẩm sinh, khí ở đây luôn trong tình trạng phong phú và phát triển nhất, nó là huyệt căn bản để bổ toàn thân trong cơ thể
Vị trí
Đo từ rốn xuồng phía dưới 1,5 thốn đồng thân, điểm đó chính là huyệt Khí Hải.
Công dụng
- Trong y học, nó là huyệt vị tốt chữa các chứng về đường tiểu, bệnh về thần kinh suy nhược, bệnh về đường sinh dục.
- Trong khí công, nó là vùng tụ khí quan trọng bên dưới cơ thể, là cái bể chứa nguyên khí của cơ thể.
- Trong võ thuật phương Đông, đây là một trong ba mươi sáu tử huyệt.

Phương pháp châm cứu:
Châm: xiên, hướng xuống dưới 2-3 thốn, có cảm giác căng tức, có khi lan xuống bộ phận sinh dục.
Cứu: 3-5 lửa
Ôn cứu: 15-20p
*Chú ý:
- Có thai cấm châm cứu

- chứng hư thoát có thể cứu 3-50 lửa